# 55th Street
55th Street – stacja metra nowojorskiego, na linii D. Znajduje się w dzielnicy Brooklyn, w Nowym Jorku i zlokalizowana jest pomiędzy stacjami 50th Street i 62nd Street. Została otwarta 24 czerwca 1916.